# Scandola

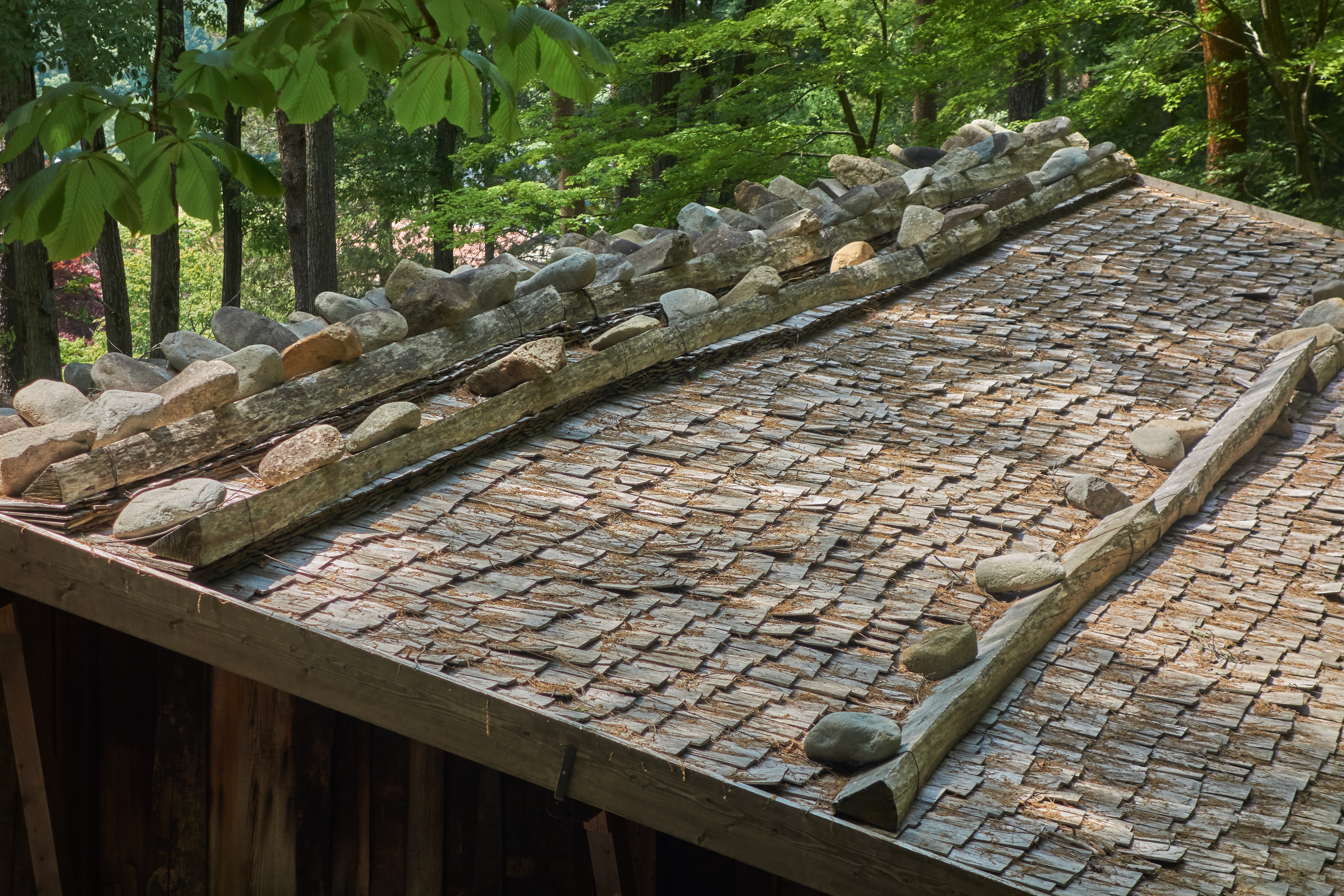
Copertura in scandole di legno su un edificio in Giappone.

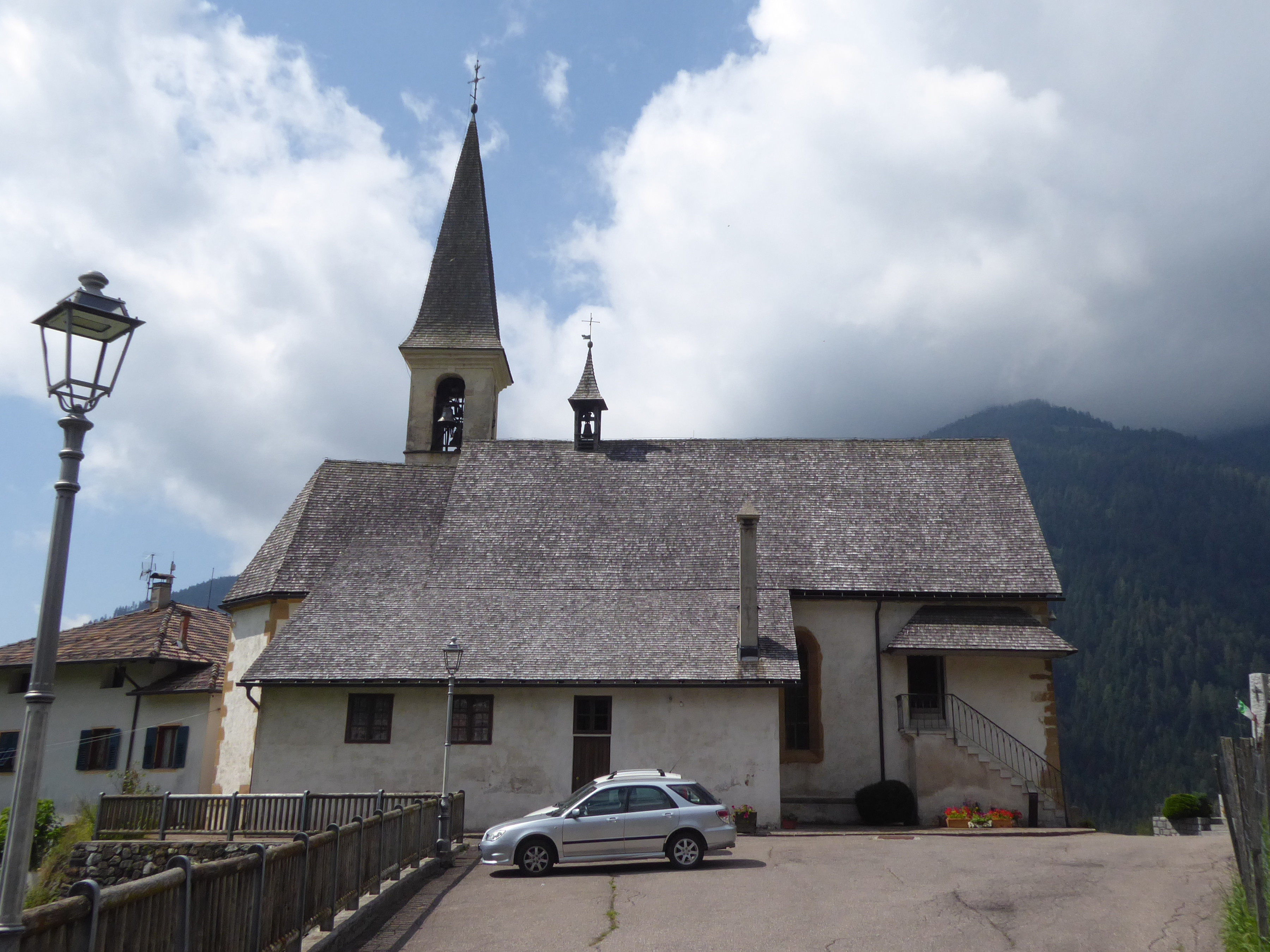
Copertura in scandole di legno sulla chiesa di San Vigilio a Rumo, in Trentino.

La scandola (anche definita scaglia), è costituita da una piccola asse di legno utilizzata solitamente nelle aree alpine come copertura di tetti e tettoie.

## Descrizione
La scandola si presenta come un'assicella sottile e di piccole dimensioni, solitamente di forma rettangolare allungata, in legno di varie essenze. Il suo uso principale è quello di copertura superiore dei tetti negli edifici di montagna come strutture tipiche, baite, tettoie e fienili. Il suo impiego è alternativo a quello della tegola in laterizio.